# Adolfo Calisto
Adolfo António da Luz Calisto (Barreiro, 1 de janeiro de 1944 – Lisboa, 29 de agosto de 2024), comumente conhecido como Adolfo, foi um futebolista português que foi um dos melhores jogadores do Benfica e da Seleção Portuguesa durante os anos 1960 e 1970.  

## Carreira
Nascido em Barreiro, em Portugal, Adolfo atraiu a atenção dos grandes clubes enquanto atuava pela equipe do FC Barreirense (de 1960 a 1962). Logo Adolfo mudou-se para o Benfica, onde jogou de 1965 a 1975. Ele também jogou na União de Montemor (1975-1976) e no Portimonense (1976-1977), antes de terminar sua carreira aos 33 anos. 
Durante sua carreira, ele ganhou seis campeonatos da liga e fez parte do time do Benfica que chegou à final da Liga dos Campeões em 1968. Como um jogador do Benfica, ele conseguiu o apelido de "Locomotiva", ele foi o primeiro defensor da ala a fazer todo o corredor.

## Na seleção
Adolfo jogou 15 partidas na Seleção Portuguesa e marcou 1 gols. Ele jogou na equipe que alcançou o 2º lugar na Copa da Independência em 1972, perdendo apenas em uma final épica contra o Brasil (1-0), sendo considerado o melhor ala esquerda nesse ano. Neste torneio, Adolfo fez o único gol com a camisa da seleção.
A equipe portuguesa, composta em grande parte de jogadores do Benfica, incluindo os veteranos Eusébio e Jaime Graça e os jovens Humberto Coelho e Jordão, perderam a final apenas no minuto 89, quando Jairzinho marcou. 

## Morte
Adolfo morreu em 29 de agosto de 2024, aos oitenta anos.

## Títulos
Benfica
- Primeira Divisão: 1967-68, 1968-69, 1970-71, 1971-72, 1972-73 e 1974-75
- Taça de Portugal:  1968-69, 1969-70 e 1971-72